# 千駄ヶ谷トンネル
千駄ヶ谷トンネル（せんだがやトンネル）は、東京都渋谷区千駄ヶ谷二丁目に所在する道路トンネルである。

## 概要
東京都市計画道路補助線街路第24号線（補助24号線）上の仙寿院交差点と神宮前交差点の間にあり、寺院の墓地をくぐる構造となっている。全長61メートル、片側2車線・計4車線、幅員20メートルで、1964年（昭和39年）3月に完成した。トンネル上に墓所を持つ寺院は紀州徳川家の菩提寺として知られる法雲山仙寿院東漸寺で、周辺はかつて新日暮里とも呼ばれた土地である。
補助24号線は1946年（昭和21年）に戦災復興院告示第15号 により計画決定され、1964年（昭和39年）に開催された東京オリンピックにあわせて整備された。この経路上に仙寿院の墓所が存在、その移転は行われずにトンネル構造による通過をすることになったものである。建設にあたって墓地は一旦開削され、トンネル設置後に改葬されている。

## 周辺
- 都立明治公園
- 日本青年館
- ビクター青山スタジオ
- キラー通り（外苑西通り）

## 外部サイト
- 渋谷区都市計画図 (PDF)